# Josef Deutsch (Politiker, 1890)
Josef Deutsch (* 5. Jänner 1890 in Mödling; † 4. Oktober 1970 ebenda) war österreichischer kaufmännischer Angestellter und Politiker (SPÖ).
Josef Deutsch besuchte fünf Jahre die Volksschule und drei Klassen in der Bürgerschule. Er absolvierte eine Lehre zum Buchdrucker und übte diesen Beruf in den Jahren von 1918 bis 1921 aus. Danach war er bis 1934 in der Industrie tätig. Die Teilnahme an den Februarkämpfen des Jahres 1934 trugen ihm zehn Monate Haft im Kerker ein. Bis 1938 war er kaufmännischer Angestellter. Anschließend war er Hilfsarbeiter und arbeitete im Büro der Korksteinfabrik in Mödling. Bis 1959 war er Prokurist und ging dann in Pension.
Josef Deutsch gehörte seit 1908 der Sozialdemokratischen Partei an. Von 1951 bis 1954 war er Bezirksvorsteher in Wien/Mödling, anschließend bis 1955 Vizebürgermeister und danach Bürgermeister der Stadt Mödling. Er gehörte als Abgeordneter der Fraktion der SPÖ in der VIII. Gesetzgebungsperiode vom 18. März 1959 bis zum 9. Juni 1959 dem österreichischen Nationalrat an. 

## Würdigung
Ihm zu Ehren heißt der Platz in Mödling vor dem Bezirksmuseum Josef-Deutsch-Platz.